# Neoxorides borealis
Neoxorides borealis är en stekelart som först beskrevs av Cresson 1870.  Neoxorides borealis ingår i släktet Neoxorides och familjen brokparasitsteklar. Inga underarter finns listade i Catalogue of Life.